# زیردریایی اس-۱۰۱
زیردریایی اس-۱۰۱ (به انگلیسی: Soviet submarine S-101) یک زیردریایی بود که طول آن ۷۷٫۸ متر (۲۵۵ فوت ۳ اینچ) بود. این زیردریایی  در سال ۱۹۳۸ ساخته شد.